# Selenops cristis
Selenops cristis là một loài nhện trong họ Selenopidae.
Loài này thuộc chi Selenops. Selenops cristis được J. A. Corronca miêu tả năm 2002.